# Вузург фрамадар
Вузург фрамадар (средњоперсијски: 𐭫𐭲𐭬𐭥𐭯 𐭠𐭡𐭫‎, у значењу "велики господар")била је сасанидска која је била еквивалент канцеларији великог везира или премијера.

## Списак
- Абарсам, активан за време владавине Ардасхира I.[1]
- Михр Нарсех
- Изадгушасп
- Фарух Хормизд